# Cayuvavas
Os cayuvavas (também denominados como: "kayuvavas" ou "cayubabas") falavam um língua isolada e habitavam grandes aldeias localizadas nas savanas a oeste do Rio Madeira, ao norte do Rio Yacuma. Em 1693, o jesuíta Augustín Zapata fez contato com esse grupo étnico que foi descrito como composto por bons agricultores que plantavam amendoim, mandioca-doce, milho, entre outros cultivos. Naquela época, Zapata estimou que sua população entre 1.800 e 2.000 indivíduos.
No século XVII, sete aldeias Cayuvavas estavam aparentemente sob o domínio de um único chefe da qual denominavam de "Paititi", denominação que foi utilizada para denominar a planície de "Llanos de Mojos"). Suas armas eram arcos, flechas e lanças de madeira (chonta), que mais tarde passaram a ter pontas de osso enfeitado com penas. Os homens lixavam seus dentes.
Há registro de que faziam cerimônias religiosas na praça central das aldeias, onde os nativos se reuniam vestidos com luxuosas capas e cobertos de penas, em frente do templo para fazer um sacrifício aos deuses. As ofertas consistiam de coelho, macacos e carne de veado colocada na bandeja ao redor de um fogo .